# Damiaoïta
La damiaoïta és un mineral de la classe dels elements natius. Rep el seu nom de la localitat de Damiao (Xina), on va ser descoberta.

## Característiques
La damiaoïta és un aliatge de fórmula química PtIn₂. Cristal·litza en el sistema isomètric formant glòbuls policristal·lins de fins a 2 mil·límetres. La seva duresa a l'escala de Mohs és 5.
Segons la classificació de Nickel-Strunz, la damiaoïta pertany a «01.AF: Aliatges de PGE-metall» juntament amb els següents minerals: hexaferro, garutiïta, atokita, rustenburgita, zviaguintsevita, taimirita-I, tatianaïta, paolovita, plumbopal·ladinita, estanopal·ladinita, cabriïta, chengdeïta, isoferroplatí, ferroniquelplatí, tetraferroplatí, tulameenita, hongshiïta, skaergaardita, yixunita, niggliïta, bortnikovita i nielsenita.

## Formació i jaciments
Es troba en filons metasomàtics de contacte que contenen Co–Cu–Pt, en piroxenites de granat-amfíbol, en contacte amb anortosita i granit. Sol trobar-se associada a altres minerals com moncheïta, sperrylita, cooperita, yixunita, malanita cobàltica, bornita, calcopirita, carrolita o magnetita. La seva localitat tipus es troba al complex Damiao, a Luanping, (Província de Hebei, República Popular de la Xina). També a Hebei, se'n troba damiaoïta al mont Yanshan.